# Dystasia niasensis
Dystasia niasensis là một loài bọ cánh cứng trong họ Cerambycidae.